# Dan Blazer
Dan Blazer (Amsterdam, 3 september 1965) is een Nederlands tv-producent en samen met Erik van der Hoff oprichter van BlazHoffski. Dan Blazer is creatief directeur van BlazHoffski, dat ook een kantoor in België heeft.

## Carrière
Dan Blazer begon zijn carrière bij IDTV in 1988 als productie-assistent. Van 1989 tot 1995 werkte hij als redacteur en producer bij de VARA, op afdeling amusement. Hij maakte daar onder andere Per Seconde Wijzer, Midas en De Kleine Wijzer.
In 1996 richtte Blazer samen met Erik van der Hoff productiebedrijf BlazHoffski op. Ze ontwikkelden onder meer de quiz Quatro met Jochem van Gelder. In 1995 regisseerde Blazer het NCRV programma Taxi met Maarten Spanjer waarin Spanjer onwetende passagiers interviewde over hun leven. In 2005 bedacht Dan Blazer Hello Goodbye waarin Joris Linssen mensen interviewt op Schiphol. Dit programma is nog steeds te zien bij KRO-NCRV en in de loop van de jaren zijn er in het buitenland lokale versies gemaakt van het programma. BlazHoffski produceert op dit moment onder andere: 24 uur met… (VPRO), Toren C (VPRO), Levy (AVRO), Hello Goodbye (NCRV), De Rekenkamer (KRO), Keuringsdienst van Waarde (KRO), De Beste Singer-Songwriter van Nederland (VARA/BNN) en De Wilde Keuken (NTR).